# CB Alzira
Club Balonmano Alzira (CB Alzira) var en spansk handbollsklubb från Alzira, provinsen Valencia, bildad 1989 och upplöst i juli 1995.
Klubben grundades 1989 när klubben Caixa Valencia, baserad i Valencia, flyttades 40 km längre söderut till Alzira och tog namnet Avidesa Alzira. Efter att ha vunnit Copa del Rey 1992 och sedan EHF-cupen 1994, upplöstes klubben i juli 1995 på grund av stora skulder till spelarna.

## Spelare i urval
- Marian Dumitru (1992–1994)
- Salvador Esquer (1988–1996)
- Jaume Fort (1990–1994)
- Dragan Škrbić (1994–1995)
- Vasile Stîngă (1989–1992)
- Geir Sveinsson (1991–1995)
- Maricel Voinea (1989–1992)
- Andrei Xepkin (1992–1993)